# Silkroad Online
Ne doit pas être confondu avec Silk road.

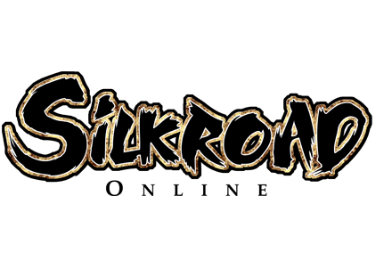
Silkroad Online
(en coréen, 실크로드 온라인) est un jeu de rôle en ligne massivement multijoueur coréen développé par Joymax. Le jeu permet de jouer au VIIe siècle le long de la route de la soie entre l'Europe et la Chine.
Il en existe différentes versions selon les langues dont une version sud-coréenne (la plus développée), une version japonaise, une version chinoise, et une version dite internationale, entièrement en anglais. Il y a également une nouvelle version qui est sortie dernièrement, il s'agit de Silkroad Russian qui comporte 3 serveurs.
Ce jeu étant un Free to play, il est donc gratuitement téléchargeable sur le site officiel, et ne comporte pas de paiement sous forme d’abonnement (sauf itemmall).
Le niveau maximum actuel dans la version internationale est à 120 depuis le 29 juillet 2011.

## Informations sur les métiers
L’intérêt du jeu se trouve dans les métiers praticables.
En effet, une fois que le joueur a atteint le niveau 20, il peut commencer à découvrir la panoplie des métiers axée autour de la route de la soie : Marchand (Trader), Voleur (Thief) et Chasseur (Hunter) qui comporte plusieurs niveaux d’évolution.
Le Marchand, monté sur un cheval ou un chameau (et au niveau 60 sur un yak), achète de la marchandise dans une ville puis la revend dans une autre en faisant d’énormes bénéfices. Il existe cependant des niveaux de trades (étoiles) qui déterminent le nombre de voleurs (thiefs) PNJ vous attaquant et si d’autres joueurs peuvent vous attaquer !
Le Voleur pille le Marchand pour revendre ce qu’il a volé.
Le Chasseur protège la caravane du Marchand des monstres et des Voleurs.
Il est conseillé au niveau 20 de commencer marchand car il sera très difficile de faire un bon voleur ou chasseur étant donné le niveau bas.
- Depuis le 4 mai 2011, soit depuis l'implantation permanente de l'"update" Légende 7 des serveurs internationaux, l'ancien système tridimensionel de métier a disparu. Les marchands sont maintenant incarnés par des NPC qui transportent automatiquement d'une ville à l'autre (Samarkand vers Hotan ou Hotan vers Jagan) les marchandises des Voleurs ou des Chasseurs lorsqu'un nombre suffisant de marchandise a été accumulé par l'ensemble des joueurs d'un métier ou de l'autre. Ces caravanes peuvent être attaquées par le métier opposé. Joymax a aussi modifié les niveaux de métier qui peuvent maintenant être équivalent au niveau réel du personnage. Les niveaux de métier sont augmentés lors de quêtes ou lors de pvp avec le métier opposé. Il y a aussi des aptitudes (skill) ainsi que des équipements spécifiques aux voleurs ou aux chasseurs.

## Item Mall
Joymax mise sur la vente de Silk qui permet d’acheter avec de l’argent réel des objets premiums qui ne peuvent être ramassés sur les monstres ou achetés dans les boutiques des villes.
Tarification des silks : 10 Silks = 1 $ (environ 0,65 €)
Il existe 4 quantités de Silks
50 Silks = 5 $
100 Silks = 10 $
300 Silks = 30 $
500 Silks = 50 $ + un bonus de 25 Silks

## Les serveurs disponibles
Actuellement[Quand ?] 31 serveurs sont en place :
| Nom du serveur | Date d’ouverture |
| -------------- | ---------------- |
| Aege           | 14/11/2005       |
| Xian           | 14/11/2005       |
| Troy           | 03/12/2005       |
| Babel          | 26/01/2006       |
| Athens         | 21/02/2006       |
| Oasis          | 06/03/2006       |
| Venice         | 30/03/2006       |
| Greece         | 26/05/2006       |
| Alps           | 04/07/2006       |
| Olympus        | 14/07/2006       |
| Tibet          | 24/08/2006       |
| Red Sea        | 26/09/2006       |
| Rome           | 12/10/2006       |
| Sparta         | 02/11/2006       |
| Eldorado       | 29/11/2006       |
| Pacific        | 20/02/2007       |

| Nom du serveur | Date d’ouverture |
| -------------- | ---------------- |
| Alexander      | 26/02/2007       |
| Persia         | 04/04/2007       |
| Zeus           | 05/04/2007       |
| Poséidon       | 28/05/2007       |
| Hercules       | 29/06/2007       |
| Odin           | 05/07/2007       |
| Mercury        | 20/08/2007       |
| Mars           | 06/09/2007       |
| Saturn         | 06/11/2007       |
| Venus          | 20/11/2007       |
| Uranus         | 04/12/2007       |
| Pluto          | 11/12/2007       |
| Neptune        | 18/12/2007       |
| Hera           | 26/02/2008       |
| Gaia           | 02/09/2008       |

Les Francophones sont présents sur tous les serveurs.
Le premier serveur privé pour Silkroad (version chinoise) a ouvert fin janvier 2008. Il a été mis en place par une équipe de développeurs chinois, à partir d’une version assez ancienne du client chinois.

## Informations sur les guildes
Vous pouvez rejoindre une guilde à tout niveau.
Cependant, pour créer une guilde vous devez :
- Être niveau 20.
- Posséder 500 000 golds (monnaie du jeu).

Une guilde peut avoir 5 niveaux, chacun demandant chaque fois de l’argent pour passer de niveau et des guild points (GP), chaque joueur d’une guilde apporte des GP à sa guilde en tuant des monstres. Le nombre de GP apportée à sa guilde est en proportion directe avec le nombre de Skill Points du joueur. Plus ce dernier en possède, plus haut sera le nombre de GP distribué à sa guilde lors de chaque mort d’un monstre. Les GP sont donnés tous les 10 SP gagnés par un joueur ou lors de sa déconnexion. Les GP sont automatiquement additionnés sans conversion préalable.
Chaque niveau de guilde apporter des bonus a la guilde, une bannière de guilde, une d’union.
- Niveau 1 : 15 membres
- Niveau 2 : 20 membres, 1 page de stockage commun et la possibilité de joindre une union
- Niveau 3 : 25 membres, 1 page supplémentaire de stockage commun et le droit d’invoquer des mercenaires(n'existe plus depuis un certain temps).
- Niveau 4 : 35 membres et la possibilité d’ajouter un logo de guilde et 1 page supplémentaire de stockage commun.
- Niveau 5 : 50 membres et la possibilité de créer un logo d’union et 1 page supplémentaire de stockage commun.

À noter que lors des passages de niveau d’une guilde, il n’y a pas un nombre minimal de membres à respecter, mais il vous faudra payer chaque niveau de guilde et le prix ira en montant.

## Informations sur les unions
Une union est un regroupement de guildes sous la même bannière, en fonction de la langue, de l’orientation dans les métiers ou par simple affinité. Elle peut être créée à partir du niveau 2 de guilde.
Une union peut comprendre, au maximum, huit guildes. La guilde maitresse de l’union peut, si elle est niveau 5, créer un logo d’union qui sera affiché à côté du nom de la guilde de chacun de ses membres.
Il est commun d'utiliser les deux logos (qui sont collés l'un sur l'autre) pour faire un dessin unique, chaque logo étant donc la moitié d'un tout.

## Informations sur les Academy
Les academies sont un système de parrainage des joueurs plus expérimentés envers les nouveaux joueurs. Il profite à tous, fournissant accueil, protection et bonus d'expérience aux nouveaux joueurs et bonus d'expérience et d'honneur pour les expérimentés qui ont fondé l'académie.

## Les Uniques
Les Uniques sont des créatures qui n’apparaissent que tous les 6 heures environ. Ils ont des zones d’apparition aléatoires.
Il y a en tout neuf Uniques implantés sur la version internationale :
- Tiger Girl (niveau 20)
- Cerberus (niveau 24)
- Captin Ivy (niveau 30)
- Uruchi (niveau 40)
- Isyutaru (niveau 60)
- Lord Yarkan (niveau 80)
- Demon Shaitan (niveau 90)
- BeakYung The White Viper (Medusa) (niveau 100)
- Roc (niveau 107) qui est présentement invincible.

Les Uniques invoquant tous les 1⁄10 de leur vie d’autres créatures: les Élites et les Géants (sauf Captin Ivy). Il est plus dur de les trouver que de les tuer.